# Carlos Fernando de Borbón-Dos Sicilias
Carlos Fernando de las Dos Sicilias (nombre italiano completo: Carlo Ferdinando, Principe di Borbone delle Due Sicilie) (Palermo, 10 de noviembre de 1811 - Turín, 22 de abril de 1862) fue el cuarto vástago, aunque segundo varón del rey Francisco I de las Dos Sicilias y su segunda esposa la infanta española María Isabel de Borbón. Debido a su matrimonio morganatico, vivió el resto de su vida en el exilio.

## Primeros años
Nació en Sicilia durante el exilio que su familia tuvo que atravesar durante una invasión napoleónica a Nápoles, tras el ascenso al trono de su padre, se le concedió el título de Príncipe de Capua.
Frívolo y más extrovertido que su hermano mayor, el rey Fernando II, era el favorito de sus padres. Fernando resintió este hecho y la relación entre los dos hermanos se tensó. A los diecinueve años fue nombrado vicealmirante. Entre marzo y junio de 1829, el gobierno napolitano presentó su candidatura al trono de Grecia, pero fracasó debido a la oposición de Metternich. En 1831 fue candidato a rey de Bélgica, aunque tampoco se concretó. En su juventud, el Príncipe de Capua mostró un comportamiento inquieto y una debilidad por las mujeres bonitas. Como su hermano aún no había tenido hijos, Carlos ocupó un alto cargo en la corte como presunto heredero de la corona hasta 1836, cuando nació Francisco, el hijo de su hermano.

## Matrimonio
Durante el invierno de 1835, Carlos se enamoró de Penelope Smyth, la cual estaba de visita en Nápoles, era de origen irlandés e hija de Grice Smyth de Ballynatray, hermana de Sir John Rowland Smyth. Su hermano Fernando II prohibió su unión ya que sería un matrimonio desigual. El 12 de enero de 1836 la pareja se fugó. Fernando anuló los ingresos de su hermano, denunció su salida como ilegal y trató de impedir el matrimonio.
El 12 de marzo el rey Fernando II emitió un decreto que confirmaba la decisión de 1829 del difunto padre de los hermanos, el rey Francisco I de las Dos Sicilias, de que los miembros de la sangre real del reino, cualquiera que fuera su edad, estaban obligados a obtener el consentimiento del soberano para contraer matrimonio y que los matrimonios realizados sin este consentimiento deben considerarse nulos y sin valor. Mientras, la pareja se fue a Roma y posteriormente a Madrid, donde Carlos esperaba contar con el apoyo y la bienvenida de su hermana, la reina viuda María Cristina, entonces regente de España por la minoría de edad de la reina Isabel II. Sin embargo, María Cristina se negó a recibir a Penelope, no obstante y de incógnito, los jóvenes realizaron se casaron morganáticamente en la capital española.

## Exilio
Desafiando el decreto de su hermano, Carlos nuevamente se casó con Penelope Smyth el 5 de abril de 1836 en Gretna Green, en Escocia cerca de la ciudad fronteriza de Carlisle. Era un lugar popular para que los jóvenes amantes se casaran. Allí fue suficiente que las parejas declararan su deseo de casarse ante testigos. No se necesitaba un requisito de residencia o el consentimiento de los padres.
Más tarde, Carlos solicitó una licencia especial del arzobispo de Canterbury para casarse (o volver a casarse) definitivamente con la señorita Smyth en St George's, Hanover Square. En la orden judicial se los describe a ambos como solteros, respectivamente. El Enviado Extraordinario del Rey y Ministro Plenipotenciario, Conde de Ludolf, se opuso a la concesión de la licencia y se celebró una audiencia en el Tribunal de Facultades el 4 de mayo. El Maestro de Facultades, Dr. John Nicholl, se negó a conceder la licencia por motivos de que la sucesión real podría verse afectada por el no reconocimiento del matrimonio en Nápoles. Las prohibiciones de matrimonio se leyeron por última vez el 8 de mayo.
Carlos y Penélope tuvieron dos hijos: 
- Francisco Fernando Carlos de Borbón, Conde de Mascali (24 de marzo de 1837 - 2 de junio de 1862). Con problemas mentales, nunca se casó ni tuvo hijos.
- Victoria Augusta Ludovica Isabella Amelia Filomena Elena Penélope de Borbón, Condesa de Mascali (15 de mayo de 1838 - 9 de agosto de 1895). Nunca se casó ni tuvo hijos.

Fernando II nunca perdonó a su hermano fugitivo, aún a pesar de las súplicas de su madre María Isabel, a quién nunca volvió a ver. Carlos se vio obligado a vivir el resto de su vida exiliado. Permaneció leal a su esposa, pero todas sus propiedades fueron confiscadas excepto el condado de Mascali en Sicilia, que había heredado de su padre. Como Mascali no se manejaba de manera eficiente, solo proporcionaba una pequeña renta y el príncipe tenía que vivir con modestia. Durante años, Carlos intentó obtener el perdón de su hermano y que se le permitiera regresar a Nápoles, pero fue en vano. Tuvo que instalarse en Londres a expensas de su esposa y sus familiares, acumulando deudas.
El gobierno de Lord Palmerston intentó intervenir a su favor como contrapeso al despotismo de Fernando II. En 1848, Carlos aspiró en vano a la corona de Sicilia. Cuando Palmerston se cansó de él, se mudó a Turín. Perseguido por sus acreedores, el príncipe se movía constantemente.
Un contemporáneo que lo conoció en el Palacio de las Tullerías en 1853 lo describió de la siguiente manera: "El Príncipe es robusto, vulgar y generalmente arreglado como un charlatán rústico. Está adornado con una larga y sucia barba gris, y su cabello también es largo, sucio y gris".

## Últimos años y muerte
A la muerte de su hermano Fernando II el 22 de mayo de 1859, Carlos tuvo esperanzas. Fernando le había legado una pequeña cantidad de dinero, y el nuevo rey Francisco II, su sobrino ordenó la restauración de todos sus ingresos y propiedades. Sin embargo, Carlos, que vivía en ese entonces entre Ginebra, Spa y Aix les Bains con su esposa y sus dos hijos adolescentes, no vio nada de eso. Al año siguiente, los Borbones fueron derrocados y sus territorios incorporados al nuevo Reino de Italia. Con la invasión piamontesa, todo fue confiscado por Giuseppe Garibaldi.
El rey Víctor Manuel II le ofreció a Carlos una asignación, pero la rechazó por temor a que afectara a otras reclamaciones. Murió en la pobreza dos años después, el 21 de abril de 1862 en Turín, a los 50 años con su esposa a su lado. Su hijo Francisco, murió pocos meses después. Su viuda recibió una pensión y una villa cerca de Lucca. Murió el 15 de diciembre de 1882.

## Honores
- Caballero de la Orden de San Genaro
- Caballero de la Orden del Toisón de Oro
- Caballero Gran Cruz de la Orden de San Fernando al mérito
- Caballero de la Orden del Espíritu Santo